# Communauté de communes du Territoire de Beaurepaire
La Communauté de communes du Territoire de Beaurepaire est une ancienne communauté de communes française, située dans le département de l'Isère et la région Auvergne-Rhône-Alpes.
Au 1er janvier 2019, elle fusionne avec la communauté de communes du Pays Roussillonnais pour former la nouvelle communauté de communes Entre Bièvre et Rhône.

## Composition
Elle est composée des 15 communes suivantes :
| Nom                     | Code Insee | Gentilé              | Superficie (km2) | Population (dernière pop. légale) | Densité (hab./km2) |
| ----------------------- | ---------- | -------------------- | ---------------- | --------------------------------- | ------------------ |
| Beaurepaire (siège)     | 38034      | Beaurepairiens       | 18,46            | 4 869 (2014)                      | 264                |
| Bellegarde-Poussieu     | 38037      | Poussieurois         | 16,79            | 975 (2014)                        | 58                 |
| Chalon                  | 38066      | Châlonnais           | 5,20             | 170 (2013)                        | 33                 |
| Cour-et-Buis            | 38134      | Courtois             | 13,73            | 854 (2014)                        | 62                 |
| Jarcieu                 | 38198      | Jarcieurois          | 6,31             | 1 029 (2014)                      | 163                |
| Moissieu-sur-Dolon      | 38240      | Moissieurois         | 14,38            | 699 (2014)                        | 49                 |
| Monsteroux-Milieu       | 38244      | Monsteroudiares      | 8,17             | 787 (2014)                        | 96                 |
| Montseveroux            | 38259      | Montseverois         | 16,48            | 946 (2014)                        | 57                 |
| Pact                    | 38290      | Pactois              | 9,74             | 836 (2014)                        | 86                 |
| Pisieu                  | 38307      | Pisillards           | 18,76            | 542 (2014)                        | 29                 |
| Pommier-de-Beaurepaire  | 38311      | Pommiérois           | 19,16            | 715 (2014)                        | 37                 |
| Primarette              | 38324      | Primarettois         | 21,76            | 729 (2014)                        | 34                 |
| Revel-Tourdan           | 38335      | Revellois/Tourdanais | 11,62            | 1 038 (2014)                      | 89                 |
| Saint-Barthélemy        | 38363      | Barthéloméens        | 7,98             | 981 (2014)                        | 123                |
| Saint-Julien-de-l'Herms | 38406      | Julienois            | 9,17             | 141 (2014)                        | 15                 |